# Elisa Galbiati
Elisa Galbiati (Treviglio, 14 febbraio 1992) è una calciatrice italiana, difensore del Lumezzane.

## Caratteristiche tecniche
Elisa Galbiati opera nel reparto difensivo ricoprendo il ruolo di difensore centrale; determinante nella generale lettura del gioco, ha nei suoi punti di forza il gioco aereo ricercando l'anticipo nel contrasto delle azioni avversarie.

## Carriera

### Club e calcio collegiale
Galbiati si appassiona al calcio fin da giovanissima, iniziando a giocare con il cuginetto nell'oratorio del paese di residenza dall'età di 7 anni.
In seguito si trasferisce al Fiamma Monza dove gioca per la prima volta in una squadra interamente femminile, venendo integrata nella prima squadra dalla stagione 2008-2009 iscritta alla Serie A, dove da titolare gioca fin dalla 1ª giornata di campionato e ottiene il risultato migliore della sua carriera condividendo con le compagne il sesto posto. Rimane legata alla società monzese fino alla stagione 2012-2013, rimanendo anche dopo la retrocessione in Serie A2 e tornando alla massima serie italiana nel campionato 2012-2013.
Nell'estate 2013 decide di trasferirsi negli Stati Uniti d'America per approfondire gli studi, iscrivendosi al College of Saint Rose di Albany, capitale dello stato di New York e capoluogo dell'omonima contea, affiancando al percorso scolastico l'attività sportiva nella loro squadra di calcio femminile, le Golden Knights, che disputa il campionato di Division II della National Collegiate Athletic Association (NCAA). Al suo rientro in Italia sottoscrive un accordo con il Pro Lissone per giocare in Serie C regionale.
Durante il calciomercato estivo 2018 si trasferisce alla Riozzese per giocare nella rinnovata Serie C e dove le viene affidata la fascia di capitano. La squadra si rivela competitiva riuscendo a fare un campionato di vertice che si conclude con la vittoria del girone B grazie alle 20 vittorie, un pareggio e un'unica sconfitta nella trasferta con l'Unterland. Grazie a questo risultato accede agli spareggi promozione perdendo nella prima fase l'incontro con il San Marino, vincitore del girone C, per 2-0, e il successivo, solo ai tiri di rigore, con il Milan Ladies costretto ai play-out dalla Serie C, fallendo la promozione. Diverso invece l'esito nella prima edizione di prima edizione di Coppa Italia di Serie C vincendo il trofeo dopo aver battuto per 4-2 le avversarie del Napoli nella finale dell'11 maggio 2019.
A luglio 2020 si è trasferita al Brescia, continuando a giocare in Serie B. Ha giocato al Brescia per tre stagioni consecutive, tutte nella seconda serie nazionale. Nell'estate 2023 si è trasferita al Lumezzane, partecipante al campionato di Serie C.

### Nazionale
Nel 2008 Galbiati viene convocata dalla Federazione Italiana Giuoco Calcio (FIGC) per vestire per la prima volta una maglia della nazionale italiana, quella della formazione Under-17, chiamata dal tecnico Pietro Ghedin per la doppia amichevole del 18 e 20 marzo con el pari età della Svizzera senza tuttavia essere impiegata negli incontri; quella resterà la sua unica esperienza in maglia azzurra.

## Palmarès
- Coppa Italia Serie C: 1

Riozzese: 2018-2019